# (32979) 1996 VH7
1996 VH7 (asteroide 32979) é um asteroide da cintura principal. Possui uma excentricidade de 0.10340760 e uma inclinação de 9.27436º.
Este asteroide foi descoberto no dia 9 de novembro de 1996 por Beijing Schmidt CCD Asteroid Program em Xinglong.